# La Chapelle-Thémer

La Chapelle-Thémer este o comună în departamentul Vendée, Franța. În 2009 avea o populație de 349 de locuitori.